# Сожська культура
Сожська культура, Дніпро-деснянська культура — археологічна культура, яка була запропонована в 1970-і роки для характеристики доби мезоліту басейнів Верхнього Дніпра, Сожу, Березини, Беседі. Згідно дослідників (В. Ф. Копитін, А. Г. Колечиць), сожська культура це результат контактів і взаємовпливу населення гренської культури і свідерської культури, які виникли після закінчення льодовикового періоду.
Гренські риси простежуються в техніці розщеплення кременю, заснованого на моно-фронтальному сколюванні пластин і відщепі з одно- та двоплощадних нуклеусів, в окремих типах знарядь праці (кінцеві, подвійні, округлі скребки, ретушні, на зламі заготівлі й двогранні різці, вироби з виїмкою, вістря, свердла і проколи, січні вироби). Заготівлями для пристроїв переважно були отщепи.
Свідерські традиції виявлялися в формах живцевих наконечників стріл, зроблених на ножевидних пластинах.
Еталонними пам'ятками сожської культури вважалися стоянки
- «Горки», «Журавель», «Клини-2» на р. Сожі;
- «Аврамів Бугор», «Бабушкін Бугор» на р. Беседі;
- «Берегова Слобода», «Новий Бихів», «Няраж» на р. Дніпрі;
- «Городок», «Василевичі», «Михайлівка» на р. Березині.

Пам'ятки датувалися пізнім мезолітом (VIII—VI тисяч років до н. е.). Доля населення сожської культури була зв'язана з формуванням Верхньодніпровської культури епохи неоліту.
Еквівалентом сожської культури виступала Дніпро-Деснянська культура, виділена в 1980-і роки В. П. Ксьондзовим. Для обґрунтування її виділення використовувалися матеріали пам'яток, що відносилися до сожської культури. Вивчення матеріалів сожської та Дніпро-Деснянської культур показало, що вони не є самостійними культурними явищами в мезоліті східної Білорусі та навряд чи існували. Конгломерат кремнієвих комплексів опорних стоянок, що раніше відносилися до цих культур, не може вважатися результатом «культурних контактів» стародавнього населення, а є прикладом механічної змішаності матеріалів різних культур від фінального палеоліту до бронзової доби включно.